# Justin Theroux
Justin Theroux (Washington, 1971. augusztus 10. –) kétszeres Primetime Emmy-díjas amerikai színész, forgatókönyvíró, filmrendező.

## Élete

### Ifjúkora és családja
Washingtonban született. Anyja Phyllis Theroux, újságíró és író, apja Eugene Theroux vállalati jogász, nagybátyja az utazási író, regényíró Paul Theroux, unokatestvérei Louis Theroux író és Marcel Theroux televíziós műsorvezető.
Még a Buston iskolába járt, amikor elkezdett színészkedni, diplomáját a vermonti Bennington főiskolán szerezte vizuális művészet és dráma tagozaton. Sokáig grafikusként dolgozott.

### Pályafutása
1996-ban debütált Mary Harron Én lőttem le Andy Warholt című filmjében. Ezután a Charlie angyalai: Teljes gázzal, a Rabiga előtt, a Romy és Michelle, a Barátságpróba és a Zoolander, a trendkívüli című filmekben játszott. Több kasszasikerben is szerepet vállalt, mint az Amerikai pszichó és a Miami Vice. David Lynch két filmjében játszott: Inland Empire és Mulholland Drive – A sötétség útja. Különböző televíziós sorozatokban (Alias, Ally McBeal, Szex és New York) vendégszerepeket játszott.
Első filmjét 2006-ban rendezte Nélküled nem megy címmel, amely 2007-ben debütált a Sundance Filmfesztiválon. 2008-ban Ben Stillerrel írta és rendezte a Trópusi vihar című filmet. Ugyanebben az évben a John Adams című televíziós minisorozatban John Hancockot alakította. Júliusban a Variety magazin bejelentette, hogy Theroux fogja írni Jon Favreau Vasemberének folytatását, mely 2010-ben került mozikba Vasember 2. címmel.
2010-ben ő játszotta a Király! című filmben Leezart, a gonosz varázslót, aki elrabol egy hercegnőt.

### Magánélete
2012-ben eljegyezte, majd 2015. augusztus 5-én, 44. születésnapjára rendezett ünnepségen, egy meglepetés esküvő keretében házasságot kötött Jennifer Anistonnal.

## Filmográfia

### Film

#### Forgatókönyvíró és producer
| Év   | Magyar cím        | Eredeti cím    | Feladatkör | Feladatkör | Megjegyzések      |
| Év   | Magyar cím        | Eredeti cím    | Író        | Producer   | Megjegyzések      |
| ---- | ----------------- | -------------- | ---------- | ---------- | ----------------- |
| 2007 | Nélküled nem megy | Dedication     | Nem        | Vezető     | filmrendező       |
| 2008 | Trópusi vihar     | Tropic Thunder | Igen       | Vezető     |                   |
| 2010 | Megaagy           | Megamind       | Nem        | Nem        | kreatív tanácsadó |
| 2010 | Vasember 2.       | Iron Man 2     | Igen       | Nem        |                   |
| 2012 | Mindörökké rock   | Rock of Ages   | Igen       | Nem        |                   |
| 2016 | Zoolander 2.      | Zoolander 2    | Igen       | Nem        |                   |

#### Színész
| Év   | Magyar cím                                 | Eredeti cím                               | Szerep                       | Magyar hang          |
| ---- | ------------------------------------------ | ----------------------------------------- | ---------------------------- | -------------------- |
| 1996 | Én lőttem le Andy Warholt                  | I Shot Andy Warhol                        | Mark                         |                      |
| 1997 | Romy és Michele – Szőkébe nem üt a mennykő | Romy and Michele's High School Reunion    | Clarence                     | Tzafetás Roland      |
| 1997 | Megfestett rémálom                         | Below Utopia                              | Daniel Beckett               |                      |
| 1997 |                                            | Dream House                               | Mark Brooks                  |                      |
| 1998 |                                            | Frogs for Snakes                          | Flav Santana                 |                      |
| 1998 |                                            | Dead Broke                                | James                        |                      |
| 2000 | Amerikai pszichó                           | American Psycho                           | Timothy Bryce                | Csík Csaba Krisztián |
| 2000 | Barátságpróba                              | The Broken Hearts Club: A Romantic Comedy | Marshall                     | Juhász György        |
| 2001 |                                            | The Sleepy Time Gal                       | Rebecca barátja              |                      |
| 2001 | Mulholland Drive – A sötétség útja         | Mulholland Drive (film)\|Mulholland Drive | Adam Kesher                  | Lux Ádám             |
| 2001 | Mulholland Drive – A sötétség útja         | Mulholland Drive (film)\|Mulholland Drive | Adam Kesher                  | Fehér Tibor          |
| 2001 | Zoolander, a trendkívüli                   | Zoolander                                 | gonosz DJ                    |                      |
| 2002 |                                            | Peel (rövidfilm)                          | narrátor (hangja)            |                      |
| 2003 | Charlie angyalai: Teljes gázzal            | Charlie's Angels: Full Throttle           | Seamus O'Grady               | Epres Attila         |
| 2003 | Jószomszédi iszony                         | Duplex                                    | Coop                         |                      |
| 2003 |                                            | Happy End                                 | Jack                         |                      |
| 2005 | Öregdiák nem vén diák                      | Strangers with Candy                      | Carlo Honklin                |                      |
| 2005 | Rabiga előtt (Lepattanó)                   | The Baxter                                | Bradley Lake                 | Viczián Ottó         |
| 2006 | Szellemtanya                               | The Legend of Lucy Keyes                  | Guy Cooley                   | Viczián Ottó         |
| 2006 |                                            | Return to Rajapur                         | Jeremy Reardon               |                      |
| 2006 | Miami Vice                                 | Miami Vice                                | Larry Zito nyomozó           | Kossuth Gábor        |
| 2006 | Inland Empire                              | Inland Empire                             | Devon Berk / Billy Side      | Lux Ádám             |
| 2007 | Tört angolsággal                           | Broken English                            | Nick Gable                   | Viczián Ottó         |
| 2007 | A tíz                                      | The Ten                                   | Jesus H. Christ              |                      |
| 2010 | Megaagy                                    | Megamind                                  | Megaagy apja (hangja)        | Zöld Csaba           |
| 2010 |                                            | Ultimate Iron Man (dokumentumfilm)        | önmaga                       |                      |
| 2011 | Király!                                    | Your Highness                             | Leezar                       | Welker Gábor         |
| 2012 | Hippi-túra                                 | Wanderlust                                | Seth                         | Anger Zsolt          |
| 2016 | Zoolander 2.                               | Zoolander 2                               | gonosz DJ                    | Pál András           |
| 2016 | A lány a vonaton                           | The Girl on the Train                     | Tom Watson                   | Kamarás Iván         |
| 2016 |                                            | The Master (rövidfilm)                    | narrátor (hangja)            |                      |
| 2017 | A Lego Ninjago film                        | The Lego Ninjago Movie                    | Lord Garmadon (hangja)       | Király Attila        |
| 2017 | Star Wars VIII. rész – Az utolsó jedik     | Star Wars: The Last Jedi                  | kódtörő mester (cameoszerep) | Kautzky Armand       |
| 2018 |                                            | Mute                                      | Duck Teddington              |                      |
| 2018 | A kém, aki dobott engem                    | The Spy Who Dumped Me                     | Drew Thayer                  | Kamarás Iván         |
| 2018 | Az egyenjogú nem                           | On the Basis of Sex                       | Mel Wulf                     | Király Dániel        |
| 2018 | ŰrDongó                                    | Bumblebee                                 | Dropkick (hangja)            | Fábián István        |
| 2019 | Joker                                      | Joker                                     | Ethan Chase (cameoszerep)    |                      |
| 2019 | Susi és Tekergő                            | Lady and the Tramp                        | Tekergő (hangja)             | Szatory Dávid        |
| 2021 |                                            | Violet                                    | The Voice (hangja)           |                      |
| 2021 |                                            | False Positive                            | Adrian Martin                |                      |
| 2024 | Beetlejuice Beetlejuice                    | Beetlejuice Beetlejuice                   | Rory                         | Zámbori Soma         |

### Televízió
| Év        | Magyar cím                      | Eredeti cím                             | Szerep                  | Megjegyzések                               |
| --------- | ------------------------------- | --------------------------------------- | ----------------------- | ------------------------------------------ |
| 1995      |                                 | Central Park West                       | Gary Andrews            | 1 epizód                                   |
| 1998      | Veszélyes küldetés              | New York Undercover                     | Frankie Stone           | 3 epizód                                   |
| 1998      | Ally McBeal                     | Ally McBeal                             | Raymond Brown           | 1 epizód                                   |
| 1998      | Kerge város                     | Spin City                               | Pete                    | 1 epizód                                   |
| 1998      |                                 | Bronx County                            | ismeretlen szerep       | próbaepizód                                |
| 1998–1999 | Szex és New York                | Sex and the City                        | Jared / Vaughn Wysel    | 2 epizód                                   |
| 1999      |                                 | Sirens                                  | David Bontempo rendőr   | tévéfilm                                   |
| 2000–2001 | A körzet                        | The District                            | Nick Pierce             | főszereplő                                 |
| 2003      | Alias                           | Alias                                   | Simon Walker            | 2 epizód                                   |
| 2003–2004 | Sírhant művek                   | Six Feet Under                          | Joe                     | 8 epizód                                   |
| 2005      |                                 | Confessions of a Dog                    | ismeretlen szerep       | próbaepizód                                |
| 2008      | John Adams                      | John Adams                              | John Hancock            | 2 epizód                                   |
| 2010      | Városfejlesztési osztály        | Parks and Recreation                    | Justin Anderson         | 4 epizód                                   |
| 2011      |                                 | Documental                              | Jan Jurgen              | - próbaepizód - rendező és forgatókönyvíró |
| 2014–2017 | A hátrahagyottak                | The Leftovers                           | Kevin Garvey            | főszereplő                                 |
| 2016      |                                 | Zoolander: Super Model                  | nem szerepel            | - tévéfilm - vezető producer               |
| 2017–2020 |                                 | At Home with Amy Sedaris                | több szereplő           | 3 epizód                                   |
| 2018      | A mániákus                      | Maniac                                  | Dr. James K. Mantleray  | főszereplő                                 |
| 2019      |                                 | Live in Front of a Studio Audience      | nem szerepel            | - különkiadás - vezető producer            |
| 2019      | Rick és Morty                   | Rick and Morty                          | Miles Knightly (hangja) | 1 epizód                                   |
| 2021–2023 | A Moszkitó-part                 | The Mosquito Coast                      | Allie Fox               | főszereplő és vezető producer              |
| 2023      | A Fehér Ház vízszerelői         | White House Plumbers                    | G. Gordon Liddy         | főszereplő és vezető producer              |
| 2025      | A világ ízei Antoni Porowskival | No Taste Like Home with Antoni Porowski | önmaga                  | vendég                                     |
| 2025      | A legértékesebb játékos         | Running Point                           | Cam Gordon              | - 6 epizód - magyar hangja: - Zöld Csaba   |

## Fordítás
- Ez a szócikk részben vagy egészben  a   Justin Theroux című angol Wikipédia-szócikk fordításán alapul.  Az eredeti cikk szerkesztőit annak laptörténete sorolja fel. Ez a jelzés csupán a megfogalmazás eredetét és a szerzői jogokat jelzi, nem szolgál a cikkben szereplő információk forrásmegjelöléseként.